# پیا میا
پیا میا پرز (انگلیسی: Pia Mia Perez؛ زادهٔ ۱۹ سپتامبر ۱۹۹۶) خواننده، بازیگر و مدل آمریکایی می‌باشد. او حرفه خود را با انتشار کاور آهنگ‌ها در یوتیوب آغاز کرد و پس از آن در سال ۲۰۱۰ توسط بیبی‌فیس کشف شد. او سه سال بعد با اینترسکوپ رکوردز قرارداد امضا کرد و به‌طور نزدیک با تهیه‌کنندهٔ موسیقی نیک ناک همکاری کرد تا اولین ئی‌پی خود را تحت عنوان هدیه (۲۰۱۳) منتشر نماید؛ این ئی‌پی به محبوبیت رسید که شامل کاور او از ترانهٔ دریک در سال ۲۰۱۳ با نام «صبر کن، به خانه می‌رویم» نیز بود.
پرز خارج از موسیقی رمان‌نویس نیز هست.